# خويرج

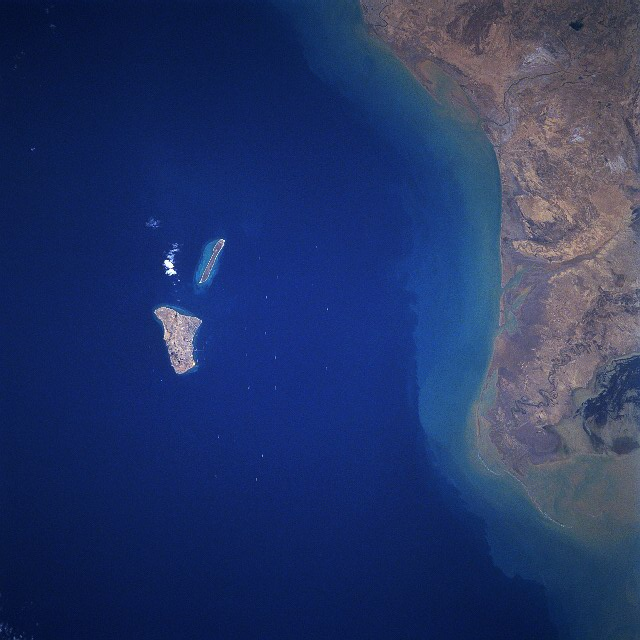
صورة من الجو لجزيرتي خرج وخويرج

خويرج جزيرة إيرانية تقع في شمال غرب الخليج العربي بالقرب من جزيرة خرج قبالة السواحل الإيرانية تتبع الجزيرة لمحافظة بوشهر الإيرانية، يبلغ طول الجزيرة 8 كليو متر بعرض 400 متر وهي تبعد عن جزيرة خرج 5 كليومترات.